# Amata serrata
Amata serrata là một loài bướm đêm thuộc phân họ Arctiinae, họ Erebidae.